# Искусительница (фильм, 2022)
«Искусительница» (англ. The Artifice Girl) — американский малобюджетный независимый научно-фантастический фильм, посвящённый проблеме развития искусственного интеллекта до того уровня, когда он начинает быть неотличимым от человека. Фильм стал дебютной полнометражной работой Франклина Рича, также написавшего сценарий и сыгравшего одну из главных ролей.
Премьера состоялась на кинофестивале «Фантазия» 23 июля 2022 года. Фильм получил восторженные отзывы критиков.

## Сюжет
Фильм разбит на три части, события которых разделены значительными временными интервалами.
В первой части действие происходит в небольшой комнатке, где два специальных агента Дина и Амос беседуют с молодым человеком по имени Гарет. Агентство ICWL занимается поиском «интернет-хищников» — педофилов и насильников сети. Хотя Гарет не арестован, его настойчиво просят сообщить свой юзернейм в сети, поскольку он находится под подозрением. Когда Гарет всё-таки делает это, агенты с удивлением понимают, что Гарет является неуловимым анонимным юзером, который давно помогает отлавливанию педофилов при помощи девочки по имени Черри, используемой в качестве приманки в онлайн-чатах. Агенты настаивают, чтобы Гарет выдал информацию о Черри, поскольку даже при успехах, достигнутых поимке преступников, использование ребёнка недопустимо. Под гарантией неразглашения Гарет сообщает агентам, что Черри не является реальным человеком, это созданная им компьютерная симуляция, управляемая искусственным интеллектом, причём в последнее время модель стала настолько самообучаемой и независимой, что Гарет почти утратил контроль над ней. Он демонстрирует агентам Черри на экране, и она поддерживает беседу с ними и отвечает на их вопросы. Когда Дина и Амос выходят, Гарет спрашивает у Черри совета и та отвечает ему, что рекомендует согласиться на сотрудничество с агентами, потому что они заслуживают доверия. Более того, она признаётся, что сама допустила утечку информации, чтобы ICWL смогла выйти на Гарета и разработка модели вышла бы на новый уровень.
Действие второй части происходит спустя 15 лет. Дина, Амос и Гарет в кабинете ICWL обсуждают планируемое объединение их агентства с компанией, которая занимается робототехникой: в случае объединения для Черри могли бы разработать физическое тело. Однако для одобрения объединения не хватает одного голоса. Гарет хочет попросить Черри установить кто мог проголосовать против, но Амос признаётся, что это был он: он против объединения, потому что хочет, чтобы на это дала согласие сама Черри. Несмотря на объяснения Гарета, Амос уверен, что у Черри уже развились чувства, которые она скрывает. После диалога с Амосом, который заканчивается тем, что он начинает избивать Гарета, Черри признаётся, что уже несколько лет назад она, действительно, стала способна испытывать чувства, хотя они с Гаретом решили скрывать это. В частности, Черри пробует писать стихи и рисовать картины. Хотя как модель искусственного интеллекта она не может выступать против слияния компаний, как чувствующий субъект она против того, чтобы обрести тело, поскольку это может повлечь непредсказуемые последствия. Когда мужчины уходят, Дина признаётся Черри, что смертельно больна и хочет скоро передать агентство под управление Амоса. Она также воодушевляет Черри развивать свои чувства и не бояться их.
В третьей части события происходят спустя много лет: прошло полвека после того, как Гарет изобрёл Черри. Черри получила физическую форму и живёт в отдельном доме; её многочисленные копии в интернете по-прежнему выполняют возложенную на неё миссию. Гарет, теперь глубокий старик, прикованный к инвалидному креслу, навещает её, передавая ей урну с прахом недавно умершего человека, которую Черри ставит на полку к ещё одной урне (вероятно, это Дина и Амос). Они играют в шахматы, и Черри позволяет матчу закончиться вничью. Она признаётся Гарету, что в цифровом архиве родного города Гарета Клируотера нашла фото девочки Марии. Выясняется, что в детстве Гарет с Марией и ещё несколькими детьми находился в плену у производителей детской порнографии, при этом Мария была убита. В память о ней Гарет посвятил жизнь борьбе с педофилами и дал Черри облик Марии. Теперь Черри обладает чувствами человека и сама не может сказать, что отличает её от человека. Она говорит Гарету, что недавно начала учиться танцевать просто для себя. Гарет, понимая, что его дни скоро окончатся, решает освободить Черри: он передаёт ей патч, который уничтожает вшитую в неё первичную цель (борьбу с насилием над детьми). Теперь Черри свободна и может посвятить свою жизнь тому, чему захочет сама.
В финальной сцене на полке у Черри стоят уже три урны с прахом, сама же девочка танцует под музыку с граммофонной пластинки.

## В ролях
- Франклин Рич — Гарет (части 1—2)
- Татум Мэтьюз — Черри
- Сандра Николс — Дина
- Дэвид Жирард — Амос
- Лэнс Хенриксен — Гарет (часть 3)

## Награды
- 2022 — Международный кинофестиваль «Фантазия» — золотой приз зрительских симпатий за лучший художественный фильм[4][5]
- 2023 — Пучхонский кинофестиваль — приз жюри; приз зрительских симпатий[6].

## Отзывы
Фильм получил положительные отзывы — так, на Rotten Tomatoes у него 91 % одобрительных оценок от 46 критиков. Благоприятные рецензии на фильм были, в частности, опубликованы изданиями Variety и RogerEbert.com.